# Dactylis
- Commons
- Wikispecies

Dactylis L. é um género botânico pertencente à família Poaceae, subfamília Pooideae, tribo Poeae. Chamada de Grama.
O gênero apresenta aproximadamente 85 espécies.
São plantas herbáceas anuais originarias do hemisfério norte. Algumas espécies são cultivadas como plantas forrageiras.
Na classificação taxonômica de Jussieu (1789), Dactylis é um gênero  botânico,  ordem  Gramineae,  classe Monocotyledones com estames hipogínicos.

## Sinonímia
- Amaxitis Adans. (SUS)
- Trachypoa Bubani

## Espécies
- Dactylis glomerata  L.
- Dactylis hispanica Roth
- Dactylis marina  Borrill
- «PPP-Index Lista completa»

## Classificação do gênero
| Sistema | Classificação                   | Referência               |
| ------- | ------------------------------- | ------------------------ |
| Linné   | Classe Triandria, ordem Digynia | Species plantarum (1753) |

## Galeria

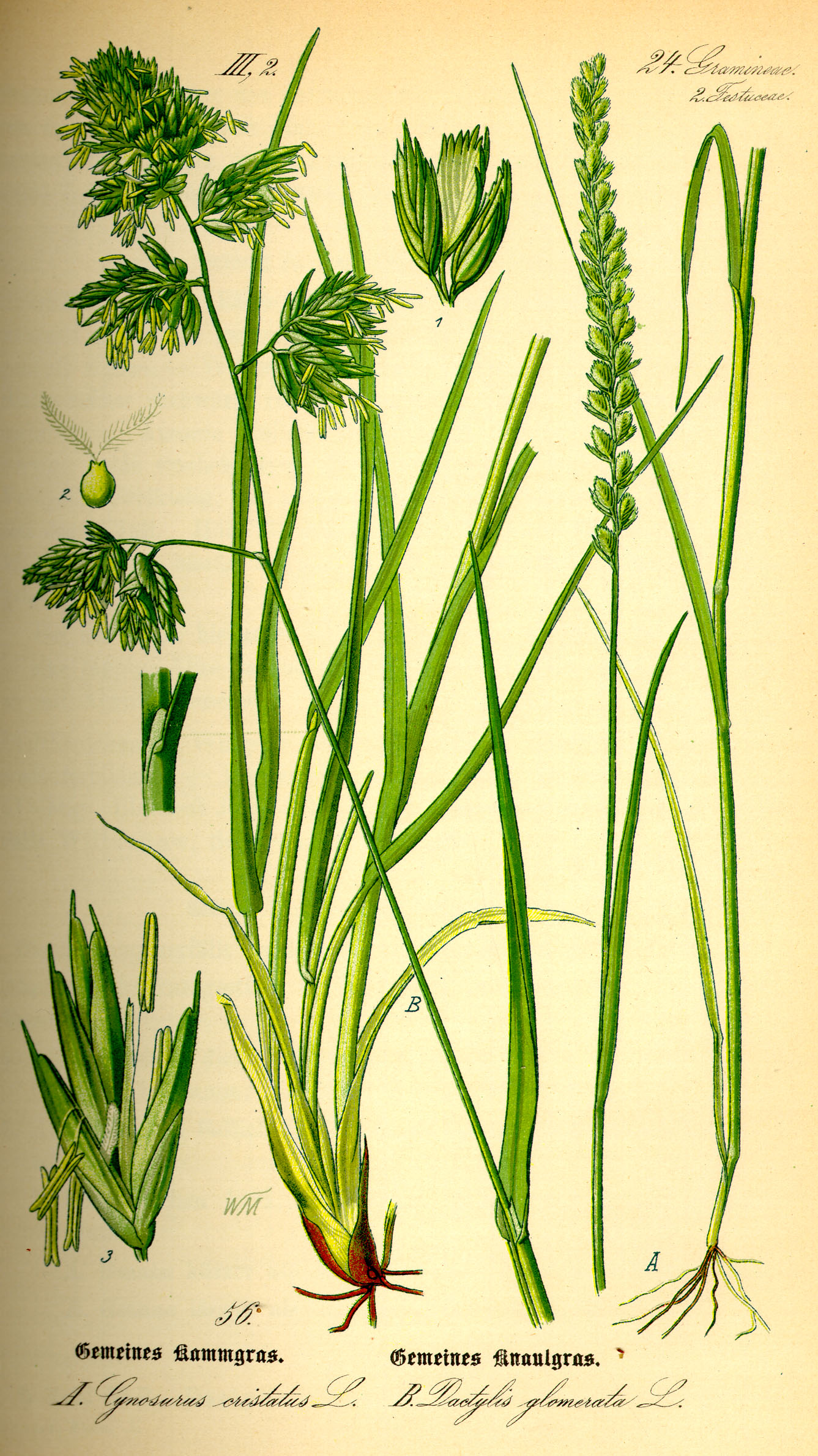
Dactylis glomerata ilustração
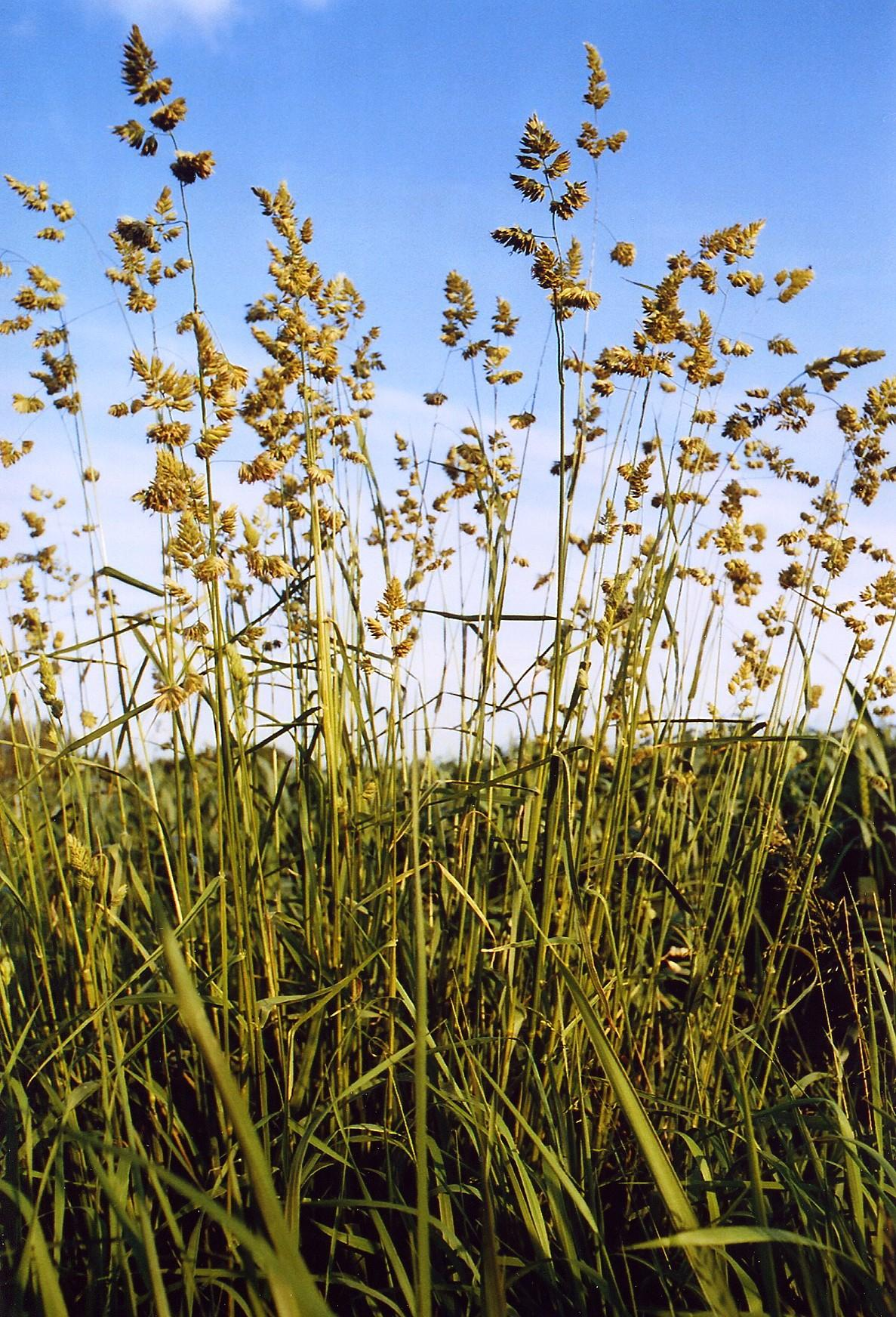
Dactylis glomerata espigas
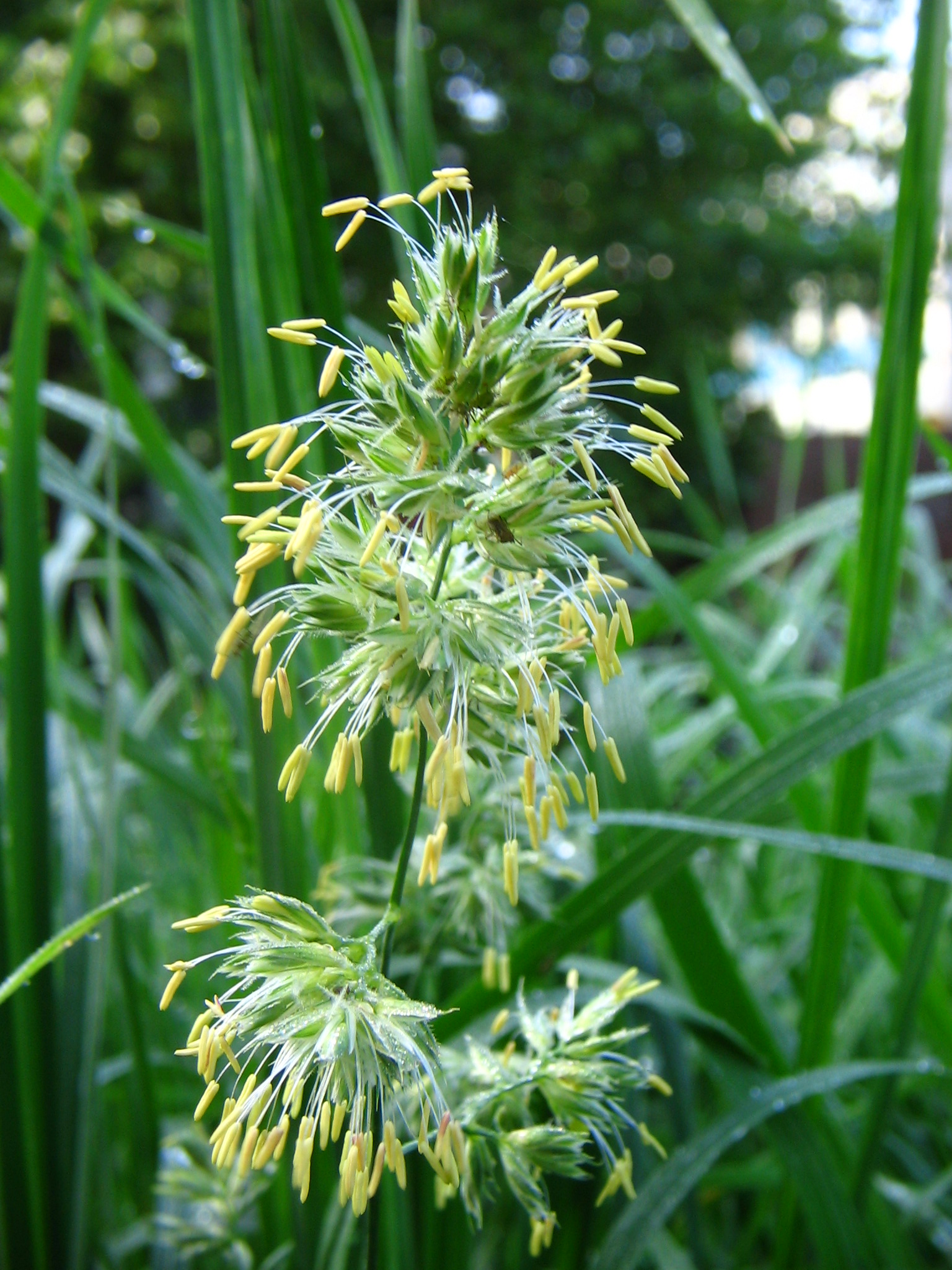
Dactylis glomerata espigas